# Euclysia cochabambaria
Euclysia cochabambaria là một loài bướm đêm trong họ Geometridae.